# Misunderstood (canção de Robbie Williams)
"Misunderstood" é uma canção escrita por Robbie Williams e Stephen Duffy gravada pelo cantor Robbie Williams.
É o segundo single do álbum de melhores êxitos lançado a 18 de Outubro de 2004, Greatest Hits.

## Paradas
| Parada (2004)                   | Posições |
| ------------------------------- | -------- |
| Taiwan                          | 4        |
| Ucrânia                         | 7        |
| Itália - FIMI                   | 7        |
| Reino Unido - UK Singles Chart  | 8        |
| Dinamarca - Hitlisten           | 9        |
| Países Baixos - Acharts.us      | 15       |
| China                           | 17       |
| Espanha - PROMUSICAE            | 19       |
| Alemanha - Media Control Charts | 20       |
| Áustria- Ö3 Austria Top 40      | 21       |
| Suíça - Schweizer Hitparade     | 26       |
| Irlanda - IRMA                  | 27       |
| Suécia - Sverigetopplistan      | 35       |
| Austrália - ARIA Charts         | 39       |
| Roménia - Romanian Top 100      | 53       |